# Полянський Павло Броніславович
Павло́ Бронісла́вович Поля́нський (нар. 27 вересня 1961, Пилипча) — український історик, громадський діяч, державний службовець. З 1 липня 2020 року — заступник Державного секретаря КМУ. Державний службовець 1 рангу.

## Біографія
Народився у селі Пилипча Білоцерківського району Київської області.
Після закінчення у 1978 році Терезинської середньої школи працював слюсарем у навчально-дослідному господарстві Білоцерківського сільськогосподарського інституту.
У 1979 році вступив на історичний факультет Київського державного педагогічного інституту ім. О. М. Горького, який з відзнакою закінчив у 1984 році.
З серпня 1984 по листопад 1997 року, з перервою на час служби в армії у 1984–1986 роках, працював учителем історії, суспільствознавства і правознавства загальноосвітньої середньої школи № 1 м. Фастова. Вчитель вищої категорії.
Учасник опозиційного руху на Фастівщині наприкінці 80-х — на початку 90-х років ХХ ст. Один із творців самвидавівської газети «У Хвастові». На початку 90-х років ХХ ст. — голова страйкового комітету освітян міста і району.
Два скликання поспіль (1990–1997 рр.) за політичної підтримки партій національно-демократичного спрямування обирався депутатом Київської обласної ради від м. Фастова. На той час, один із наймолодших депутатів у її складі; член демократичної опозиційної меншості.
У 1992–1996 роках заочно навчався в аспірантурі Національного педагогічного університету ім. М. П. Драгоманова.
З листопада 1997 по травень 2007 року працював у Міністерстві освіти і науки України на посадах провідного спеціаліста головного управління загальної середньої освіти, з 2000 року — начальника головного управління змісту освіти, з травня 2003 по травень 2007 року — директора департаменту загальної середньої та дошкільної освіти.
З травня 2007 по 24 січня 2008 року працював в Академії педагогічних наук України на посаді першого заступника головного вченого секретаря — начальника Науково-організаційного відділу апарату Президії АПН України.
З 23 січня 2008 по 17 березня 2010 року — заступник Міністра освіти і науки України. Призначений Розпорядженням Кабінету Міністрів України від 23.01.2008 р. № 135-р. Звільнений Розпорядженням Кабінету Міністрів України від 17.03.2010 р. № 440-р за власним бажанням.
Працював заступником директора Державної наукової установи «Енциклопедичне видавництво ім. М.Бажана».
З 19 березня 2014 по 30 вересня 2015 року — знову працював заступником Міністра освіти і науки України. Призначений Розпорядженням Кабінету Міністрів України від 19.03.2014 р. № 211-р. Звільнений Розпорядженням Кабінету Міністрів України від 30.09.2015 р. № 1008-р за власним бажанням.
Працював провідним науковим співробітником у Київському університеті імені Бориса Грінченка.
Із січня 2017 року до 1 липня 2020 року — Державний секретар Міністерства освіти і науки України. Призначений за результатами відкритого конкурсу Розпорядженням Кабінету Міністрів України від 18.01.207 р.№ 26-р.
Наукова діяльність
У березні 1996 року, працюючи вчителем історії загальноосвітньої школи, захистив в Інституті української археографії та джерелознавства ім. М. С. Грушевського НАН України дисертацію на тему «Зовнішня політика СРСР у 1938 — серпні 1939 рр. в англомовних документальних виданнях».
Кандидат історичних наук (1996), доцент (2005).
Член Національної спілки журналістів України (з 2012 р.)

## Основні праці
- «ХХ століття. Нариси з історії. Зошит другий. Зарубіжний світ (1900—1945). Країни Європи та Америки (у співавторстві). Навчальний посібник» (1997, у співавторстві)
- «ХХ століття. Нариси з історії. Зошит третій. Зарубіжний світ (1900—1945). Країни Європи, Азії, Латинської Америки (у співавторстві). Навчальний посібник. Історія в школі. Спеціальний випуск» (1997, у співавторстві)
- «ХХ століття. Нариси з історії (1901—1945). Навчальний посібник (1998, у співавторстві)
- „The reform of history teaching in Ukraine“ (1998)
- „Міжнародні відносини в Європі напередодні Другої світової війни. Монографія“ (1999)
- „Основи громадянської освіти. Навчальний посібник“ (1999, у співавторстві)
- „Передвоєнна криза в міжнародних відносинах і дипломатія (вересень 1938-серпень 1939)“ (2000)
- „Основи громадянської освіти. Навчальний посібник для учнів 8-9 класів“ (2000, у співавторстві)
- „Всесвітня історія. 1901—1945. Нариси з історії. Навчальний посібник“ (2000, у співавторстві)
- „Довідник з історії України. Вид. 2-ге“ (окремі статті) (2001)
- „Юридична енциклопедія“ (окремі статті): том 2(1999), том 4 (2002)
- „Енциклопедія міжнародного права“ (окремі статті): том 3 (2019)
- „Всесвітня історія. 1914—1939. Підручник для 10-го класу загальноосвітніх навчальних закладів“ (2002)
- „Абетка рівності“ (2007)
- „Всесвітня історія. Підручник для 10 класу загальноосвітніх навчальних закладів. Рівень стандарту, академічний рівень“ (2010)
- „Організаційно-методичне забезпечення моніторингових досліджень якості загальної середньої освіти. Монографія“ (2011, у співавторстві)
- „Всесвітня історія. Підручник для 11 класу загальноосвітніх навчальних закладів. Рівень стандарту, академічний рівень“ (2012)
- „Драматичні тридцяті. Навчальний посібник“ (2012)
- „Підручник з історії: проблеми толерантності. Методичний посібник для авторів та редакторів видавництв“ (2012, у співавторстві)
- „Революція Гідності 2013—2014 рр. та агресія Росії проти України. Науково-методичні матеріали“ (2015, за загальною редакцією)
- „Революція Гідності 2013—2014 рр. та агресія Росії проти України. Навчально-методичний посібник“ (2015, за загальною редакцією)
- „Post Scriptum. Актуальні матеріали до підручників з історії. Навчальний посібник для 10-11-х класів загальноосвітніх навчальних закладів“ (2016)
- „Всесвітня історія. Підручник для 9 класу загальноосвітніх навчальних закладів“ (2017)
- „Друга світова війна на уроках історії в школі. Інтерактивний онлайн-посібник“ (2017, у співавторстві)
- „Всесвітня історія. Підручник для 10 класу загальноосвітніх навчальних закладів“ (2018)
- „Всесвітня історія. Підручник для 11 класу закладів загальної середньої освіти“ (2019)
- „Всесвітня історія. Підручник для 9 класу закладів загальної середньої освіти. Рівень стандарту“ (2022)
- „Заборонити рашизм” (2023, у співавторстві)
- „Всесвітня історія. Підручник для 10 класу закладів загальної середньої освіти. Рівень стандарту“ (2023)
- „Багатовимірний рашизм: початок і кінець”  (2023, у співавторстві)
- „Всесвітня історія. Підручник для 11 класу закладів загальної середньої освіти. Рівень стандарту“ (2024)
- „Világtörténelem. Tankönyv az általános középfokú oktatási intézmények 10. osztálya számára”  (2025)

## Нагороди
- Нагрудний знак «Відмінник освіти України» (1998)
- Почесна грамота Кабінету Міністрів України (2004, 2021)
- Лауреат літературно-мистецької премії ім. Володимира Косовського (2004)
- Почесна грамота Верховної Ради України (2006)
- Орден Святого Рівноапостольного князя Володимира Великого Української православної церкви (КП) (2006)
- Нагрудний знак «За активну громадську діяльність» Міністерства України у справах сім'ї, молоді та спорту» (2008)
- Відзнака Міністерства внутрішніх справ України «За сприяння протидії правопорушенням у дитячому середовищі» (2008)
- Орден Святого Миколая Чудотворця Української православної церкви (КП) (2009)
- Почесна відзнака Української православної церкви (КП) «Георгій Переможець» I ступеня (2009)
- Почесне звання «Заслужений працівник освіти України» (2016)
- Подяка Прем'єр-міністра України (2019)